# Fire forsøg
Fire forsøg er en dansk dokumentarfilm fra 1949, der er instrueret af Søren Melson efter manuskript af Finn Methling.

## Handling
Oplysningsfilm om samarbejdet mellem videnskab og industri - Teknologisk Instituts virksomhed skildres. Som eksempler vises fire forsøg: trætørring, garvning, bagning og et middel til at hindre fiskegarn i at rådne.